# Pedrosillo de Alba
Pedrosillo de Alba ist ein kleiner Ort und eine westspanische Gemeinde (municipio) mit 124 Einwohnern (Stand: 2024) in der Provinz Salamanca in der Autonomen Gemeinschaft Kastilien-León. Neben dem Hauptort Pedrosillo gehört auch die Ortschaft Turra de Alba zur Gemeinde.

## Lage
Pedrosillo de Alba liegt etwa 30 Kilometer südöstlich von Salamanca in einer Höhe von ca. 840 m am Río Gomo.

## Bevölkerungsentwicklung
| Jahr      | 1900 | 1950 | 1960 | 1970 | 1981 | 1991 | 2001 | 2011 | 2021 |
| Einwohner | 450  | 674  | 630  | 443  | 353  | 333  | 244  | 161  | 125  |

## Sehenswürdigkeiten
- Peterskirche (Iglesia de San Pedro Apóstol)
- Johannes-der-Täufer-Kirche (Iglesia de San Juan Bautista) in Turra de Alba

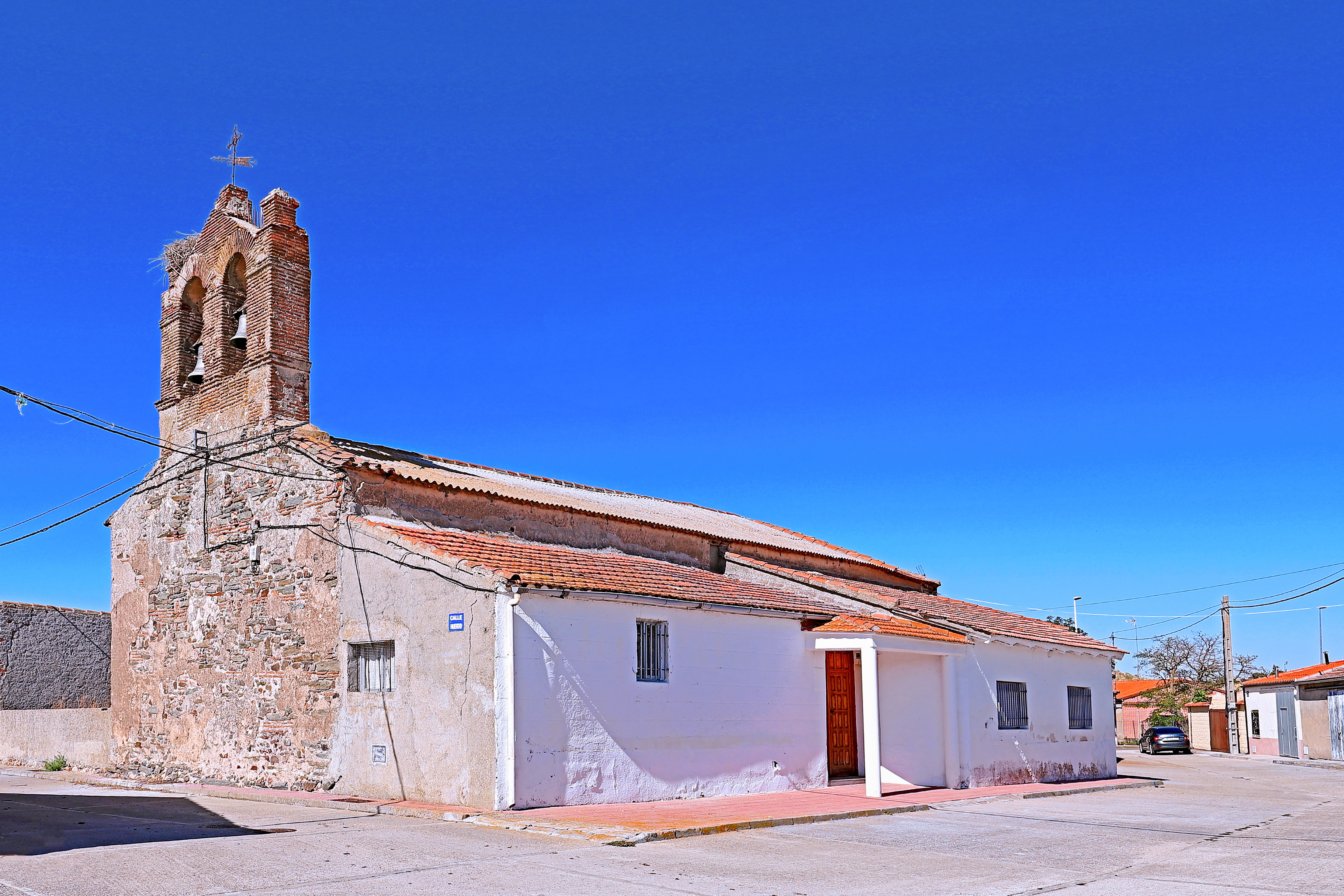
Peterskirche
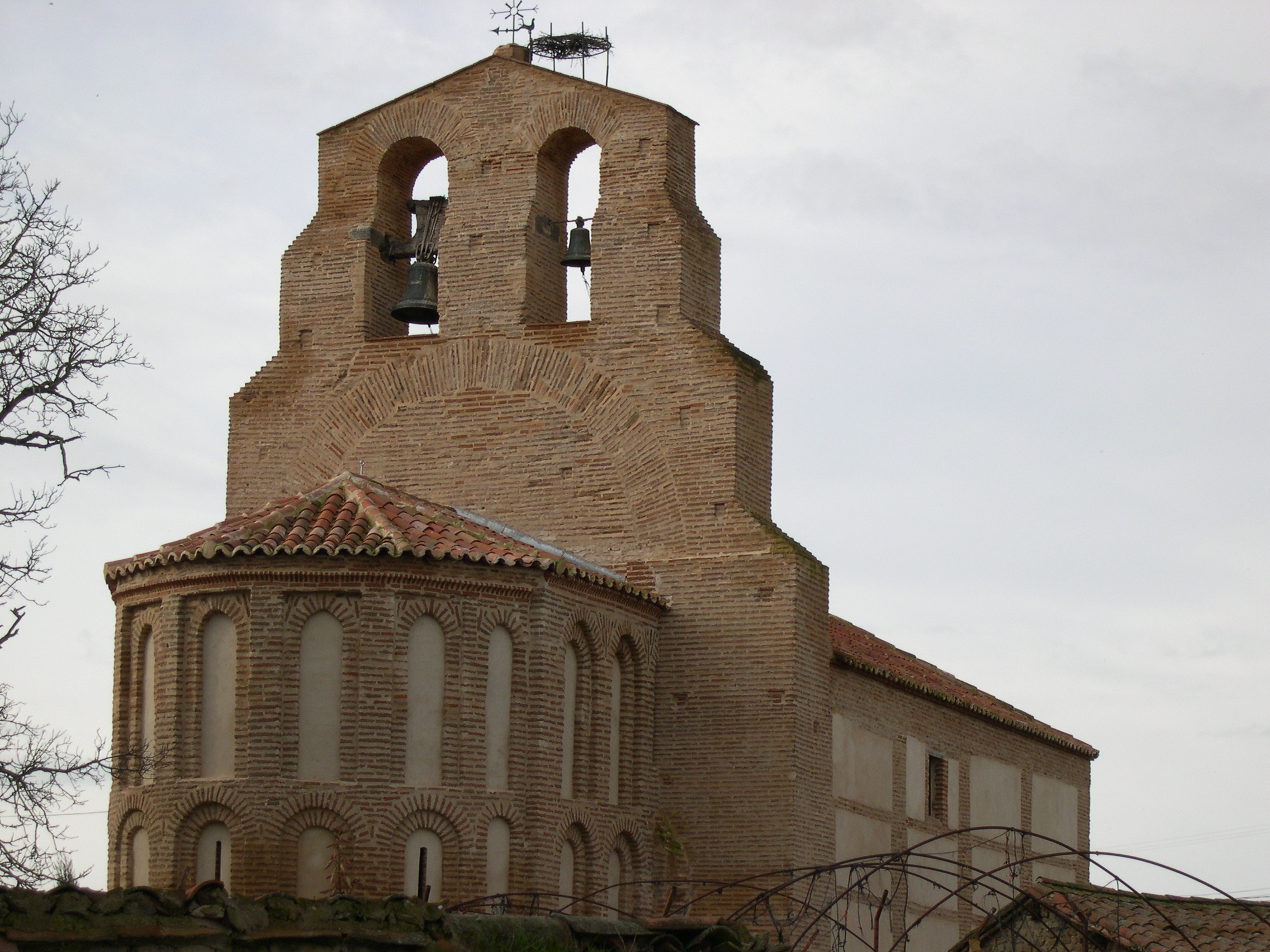
Johannes-der-Täufer-Kirche
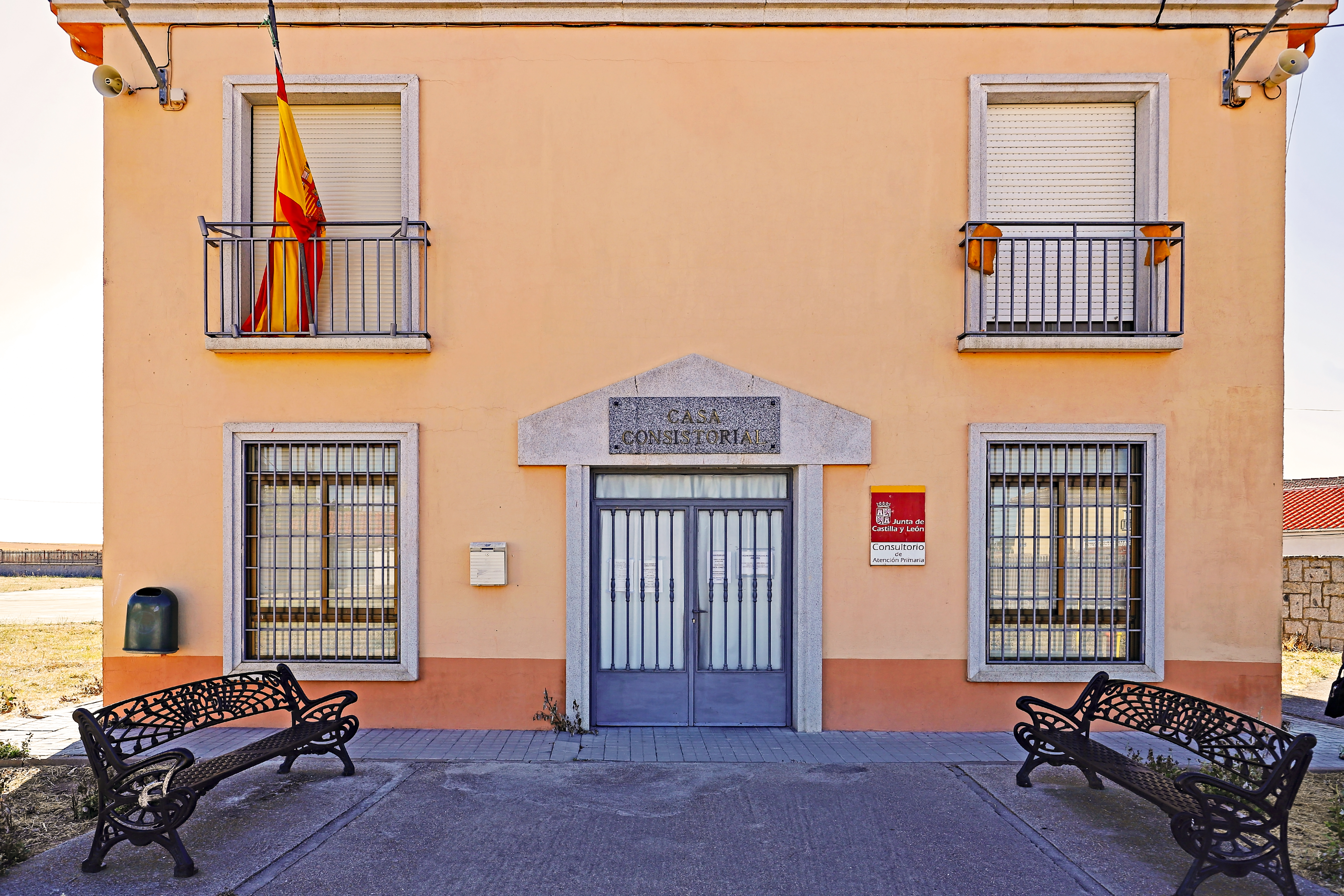
Rathaus